# Jurij Nyikolajevics Ozerov
Jurij Nyikolajevics Ozerov (oroszul: Юрий Николаевич Озеров) (Moszkva, 1921. január 26. – Moszkva, 2001. október 16.), szovjet–orosz katonatiszt, Lenin-renddel kétszeresen kitüntetett filmrendező, forgatókönyvíró, dokumentumfilmes, nagyszabású történelmi, háborús filmeposzok és nemzetközi sporteseményekről szóló dokumentatív filmek készítője, számos állami díj kitüntetettje. Magyarországon legismertebb műve a nagy honvédő háborúról szóló, Felszabadítás című ötrészes mozifilm-sorozat.

## Élete

### Származása
Jurij Ozerov 1921-ben született Moszkvában. Apja id. Nyikolaj Nyikolajevics Ozerov (1887–1953) operaénekes volt, Nyikolaj Sztyepanovics Ozerov ortodox pap fia. 1937-ben megkapta az Oroszországi Szovjet Szövetségi Szocialista Köztársaság (OSzSzSzSzK) érdemes művésze kitüntetést.
Anyja Nagyezsda Ivanovna Szaharova (1897–1980) volt, Ivan Szergejevics Szaharov vasúttársasági orvosnak és Alekszandra Nyikolajevna Levickajának leánya volt, a nagyszülők a Moszkva melletti Zagorjanszkij település első alapító lakói közé tartoztak.
Jurij egyik dédapja, anyai nagyanyjának édesapja Nyikolaj Pavlovics Levickij volt, a kiterjedt lengyel–orosz Levickij (Lewicki) arisztokrata családból, valóságos állami tanácsos, pénzügyi kamarai elnök, Mihail Lermontov (1814–1841) költő jóbarátja. A Rjazanyi kormányzóságban, Szpasz-Utyesenyije községben templomot építtetett, itt szolgált papként Nyikolaj Sztyepanovics Ozerov, Jurij Ozerov apai nagyapja.
Egyik apai ükapja Mihail Alekszandrovics Vinogradov (1809–1888) volt, egyházi zeneszerző, az ortodox egyház szenior papja (protohiereus).
Jurij testvéröccse, Nyikolaj Ozerov (1922–1997) teniszjátékos, a Szovjetunió 24-szeres teniszbajnoka, sportkommentátor. 1973-ban megkapta az OSzSzSzK érdemes művésze kitüntetést.

### Pályája
A középiskola után, 1939 szeptemberében a Lunacsarszkij Állami Színművészeti Intézetben kezdett tanulni, de néhány hét múlva, a lengyelországi hadjárat idején katonai behívót kapott. Katonai megfigyelőnek és jelzőnek képezték ki. 1941-ben, a Barbarossa hadművelet megindulásakor alhadnagyi rangot viselt. 
1944-re elvégezte a moszkvai Frunze Katonai Akadémiát. Őrnagyi rangban, zászlóaljparancsnoki beosztásban katonáival, a 3. belorusz front kötelékében részt vett a Lengyelország és Ukrajna elfoglalásával járó hadjáratokban, részt vett Königsberg ostromában (1945 április 6–9.), majd Berlin ostromában (április 16. – május 8.)
Egy 2001-es interjúban elmondta, hogy a berlini harc mély benyomást tett rá, és megfogadta: ha túléli a háborút, elbeszéli „a háborút megvívó Nagy Hadsereg történetét.”
A német kapituláció után a megszállt Berlinben teljesített szolgálatot. 1945 októberében hazabocsátották.
Leszerelése után folytatta és befejezte tanulmányait a Lunacsarszkij Intézetben. 1947–1951 között a moszkvai Geraszimov Filmművészeti Intézetben, köznapi nevén „VGIK Filmfőiskolán” tanult filmrendezői szakon. Évfolyamtársai közül többen is a háború utáni szovjet filmművészet jelentős rendezői és forgatókönyv-írói lettek (Aleksandr Alov, Marlen Hucijev, Szergej Paradzsanov és mások). 1947-ben belépett a Kommunista Pártba. 
Tanulmányai mellett 1949-től a Moszfilm Stúdió segédrendezőjeként kezdett dolgozni. 1950-ben, még hallgatóként készítette első vizsgafilmjét, mely Alekszandr Puskin életéről szólt. 1951-ben lediplomázott.
Első önálló dokumentumfilmjével, a V Nyikitszkom botanyicseszkom szadu (magyarul: „A nyikitai botanikuskertben”) című alkotással 1953-ban debütált. A filmet a Krímben forgatta, Európa legrégebbi, 1812-es alapítású botanikus kertjéről, amelyet 1824-es igazgatójáról, Nicolai Anders von Hartwiss (1793-1860) litván botanikusról neveztek el. 1953-ban Szergej Gurov társrendezővel készítette a Bátrak arénája filmet a Szovjetunió ifjú cirkuszművészeiről, amelyben Oleg Popov is szerepelt. 1954-ben a moszkvai Moszkvai Nagyszínház gálakoncertjétől készített dokumentumfilmet.
1955-ben elkészítette első játékfilmjét, A fiút, egy fiatalkorú bűnelkövető életéről. 1957-ben Kocsubej címmel történelmi filmet forgatott Ivan Kocsubej kozák parancsnokról, az orosz polgárháború kivégzett hőséről. Ugyanebben az évben egy nemzetközi albán–román–szovjet koprodukció, a Furtuna társrendezője volt, a második világháború albániai ellenállóiról, Naim Frashëri albán színész főszereplésével. 1962-ben csehszlovák–szovjet  koprodukcióban Jaroslav Hašek életéről készített filmet, A prágai tréfacsináló címmel, Josef Abrhám főszereplésével.
Filmes munkája mellett Ozerov őrnagyi rangban aktív tagja volt a KGB VII. ügyosztályának, amely a titkos megfigyelésekért volt felelős. Technikai tisztként személyesen közreműködött Oleg Penykovszkij KGB-ezredes lakásának lehallgatásában, aki a brit és amerikai titkosszolgálatoknak információkat árult el a szovjet stratégiai rakétarendszerek hadrendjéről. Penykovszkijt 1963-ban halálra ítélték és kivégezték.
1965-ben Ozerovot kitüntették az „Oroszországi Szovjet Szövetségi Szocialista Köztársaság (OSzSzSzK) Érdemes Művésze” címmel. 
Az 1960-as évek második felében megbízást kapott, hogy készítsen nagyszabású háborús filmeposzt a második világháború keleti frontjának eseményeiről, a szovjet hivatalos narratívát követve, kiemelve a szovjet hadsereg háborús szerepét. A rendezéssel a frontokat megjárt Ozerovot bízták meg, aki személyesen is sérelmezte, hogy a korabeli monumentális brit-amerikai háborús filmek – így az 1962-es A leghosszabb nap is – mellőzték vagy lekicsinyelték a Szovjetunió háborús erőfeszítéseit.
 Ozerov (társszerzőként) megírta a Felszabadítás című ötrészes filmeposz forgatókönyvét. A forgatás négy éven át zajlott (1967–1971 között), a politikai vezetés ellenőrzése mellett. A nevesített szerepeket szovjet, lengyel, NDK-s, olasz és román színészek játszották. A csatajelenetekben 150 harckocsi és több ezer szovjet katona vett részt. A film készítéséért Ozerov 1971-ben megkapta a Lenin-rendet és a NDK Népek Barátsága Csillagát,  és 1972-ben a Tbiliszi Össz-szövetségi Filmfesztivál Nagydíját.
1972-ben a Bavaria Stúdiók és a Wolper Productions nyolcrészes dokumentumfilmet készített a müncheni olimpiáról, nyolc különböző nemzetiségű és stílusú filmrendezővel. Az első részt („A kezdetek”) Ozerov rendezte. A többi hét részt Milos Forman, Icsikava Kon, Claude Lelouch, Arthur Penn, Michael Pfleghar, John Schlesinger és Mai Zetterling. Az egyéni látásmódokat tükröző  filmet a mainstream kritikusok lehúzták, mert a rendezők a hangsúlyt a sporteseményekre és nem a terrorcselekményre helyezték. 1973-ban Orlov filmjét a legjobb dokumentumfilmnek járó Golden Globe-díjra jelölték. 1974-ben megkapta az OSzSzSzK érdemes művésze kitüntetést.
1977-ben politikai megrendelésre tíz óra össz-hosszúságú tévésorozatot forgatott A szabadság katonái címmel, amelyből egy rövidebb, kb. háromórás mozifilm-változat is készült. A film kapcsolódik a Felszabadulás sorozat filmjeihez. A második világháború keleti frontjának kulcsfontosságú fordulatait mutatja be, középpontba állítva a későbbi Varsói Szerződés kommunista állami vezetőinek (köztük Leonyid Brezsnyevnek) a világháborúban nyújtott valódi vagy költött érdemeit. Ozerov még abban az évben megkapta a Szovjet Nép érdemes művésze címet. Őt delegálták az 1977-es cannes-i filmfesztivál zsürijébe és az 1977-es Moszkvai Nemzetközi Filmfesztivál zsürijébe is.
1979-ben a moszkvai olimpia agit-prop vezetőjévé nevezték ki. Több dokumentumfilmet rendezett az olimpiáról és a sport ügyéről (A sport balladája, Búcsú az Olimpiától, Az Olimpia ünnepe, és Ó, Sport – te vagy a világ). Teljesítményéért 1981-ben kitüntették a Szovjetunió Állami díjával. 1985-ben megrendezte A moszkvai csata című világháborús filmeposzt, melyet a győzelem napján, a háború befejezésének 40. évfordulóján mutattak be. A film elnyerte az 1986-os Össz-szövetségi Filmfesztivál Nagydíját. 1989-ben megrendezte a Sztálingrád című háborús játékfilmet. A gazdasági válság és az emiatt elapadó állami források miatt a Warner Brothershez fordult támogatásért. Ozerovnak a pénzért cserébe tűrnie kellett, hogy amerikai színész legyen a főszereplő. Vaszilij Csujkov altábornagyot, Sztálingrád védőinek parancsnokát Powers Boothe alakította.
A Szovjetunió széthullása után Ozerov kiemelt státusza megszűnt. 1993-ban (a Sztálingrád-film részleteinek felhasználásával) megcsinálta az Angeli szmertyi (A halál angyalai) című filmet két mesterlövész párharcáról a sztálingrádi csata idején. Az újonnan felvett jeleneteket egy lebombázott szíriai városban vette fel. Két utolsó alkotása már csak válogatás volt korábbi filmjeinek anyagaiból: 1994-ben a Tragegyija veka (Az évszázad tragédiája) című tévésorozatban korábbi második világháborús filmjeit vágta újra, 1995-ben a Velikij polkovogyec Georgij Zsukov (A nagy hadvezér) című filmje az addigi Ozerov-filmek Georgij Zsukov marsallt mutató jeleneteinek összefűzése, akit minden filmben Mihail Uljanov alakított. 2001-ben Ozerov még megkapta Oroszország Elnökének díját az orosz nemzeti filmművészet érdekében kifejtett életművéért, de röviddel ezután elhunyt.

### Magánélete

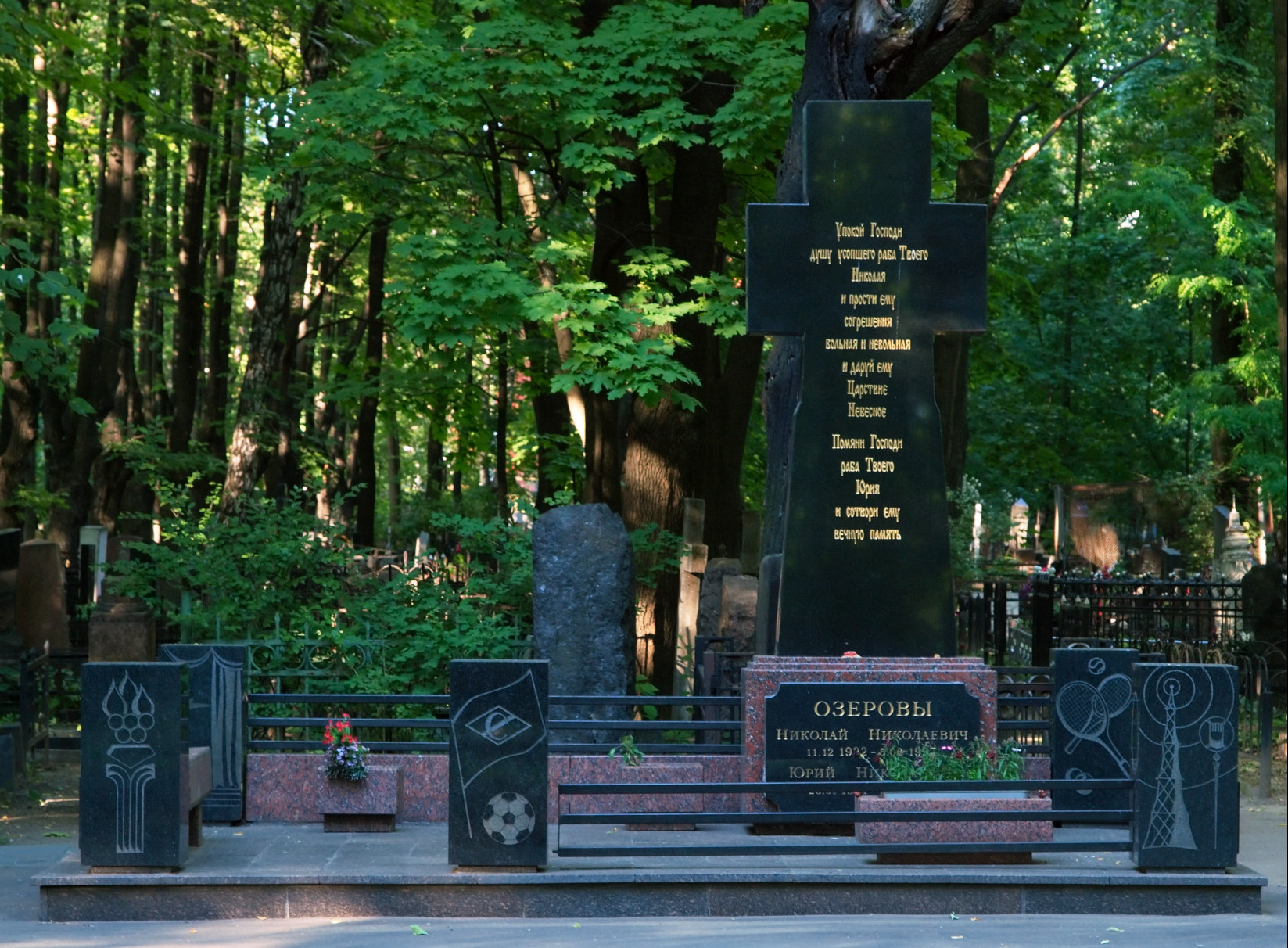
Az Ozerov-fivérek sírja a lefortovói Vvegyenszkoje-temetőben (2008)

Első házasságát még a háború alatt, fiatal katonaként kötötte Raisza Alekszandrovna Szuhomlinával (1921–2005), egy frontkórház ápolónővérével, radiológus asszisztenssel, Vlagyimir Szuhomlin (1900–1970) tábornok leányával. 1945-ben egy fiuk született, Vlagyimir. Később a szülők elváltak, a gyermeket anyai nagyapja, Szuhomlin altábornagy fogadta örökbe. Ozerov első fia ifj. Vlagyimir Szuhomlin néven később számítógéptudós, akadémikus lett.
Ozerov második felesége Diljara Kerimovna Ozerova (*1931) festőművész, a Moszfilm jelmeztervezője lett. 1958-ban egy közös gyermekük született, Jurij Ozerov második fia, Nyikolaj Jurjevics Ozerov.
Jurij Ozerov 2001. október 15-én hunyt el Moszkvában. A moszkva-lefortovói Vvegyenszkoje-temetőben nyugszik, 1997-ben elhunyt öccse, Nyikolaj Ozerov (1922—1997) mellett.

## Filmjei
- 1950: Alekaszadr Puskin (Александр Пушкин); rövidfilm; rendező
- 1952: V Nyikitszkom botanyicseszkom szadu (В Никитском ботаническом саду); dokumentumfilm; rendező, forgatókönyvíró
- 1953: Bátrak arénája(wd) (Arena szmelih / Арена смелых); cirkuszfilm; rendező, forgatókönyvíró
- 1954: V prazdnyicsnij vecser (В праздничный вечер); rendező, forgatókönyvíró
- 1955: A fiú(wd) (Szin / Сын); rendező
- 1958: Kocsubej(wd) (Кочубей); rendező
- 1959: Furtuna (Фуртуна); albán–román–szovjet film, rendező, forgatókönyvíró
- 1963: A prágai tréfacsináló(wd) (Bolsaja daroga / Большая дорога); rendező, forgatókönyvíró
- 1969–1971: Felszabadítás (Oszvobozsnyejie / Освобождение) filmsorozat:
  - 1970: I. rész: Lángoló ív (Ognyennaja duga / Огненная дуга); rendező, forgatókönyvíró
  - 1970: II. rész: Áttörés (Proriv / Прорыв); rendező, forgatókönyvíró
  - 1971: III. rész: A főcsapás iránya (Napravlenyie glavnava udara / Направление главного удара), rendező, forgatókönyvíró
  - 1971: IV. rész: Harc Berlinért (Bitva za Berlin / Битва за Берлин); rendező, forgatókönyvíró
  - 1971: V. rész: Az utolsó roham (Poszlednyij sturm / Последний штурм); rendező, forgatókönyvíró
- 1973: Így látták ők (Visions of Eight); német-amerikai dokumentumfilm; nemzetközi filmrendezők az 1972-es müncheni olimpiáról. Ozerov rendezte a „Kezdetek / The Beginning” c. részt
- 1973: The Great Battle (mozifilm a Felszabadítás sorozat 1–2. részéből); rendező
- 1977: A szabadság katonái(wd) (Szoldati szvobodi / Солдаты свободы); filmsorozat és mozifilm; rendező
- 1979: Ballada o szportye (Баллада о спорте); dokumentumfilm, rendező, forgatókönyvíró
- 1980: Olimpijszkij prázdnyik (Олимпийский праздник); dokumentumfilm; rendező
- 1981: Olimpia Moszkvában (Proscsanyije sz Olimpiadoj / Прощание с Олимпиадой); dokumentumfilm; rendező, forgatókönyvíró
- 1981: O szport – ti mir! (О спорт, ты — мир!); rendező, forgatókönyvíró
- 1985: A moszkvai csata(wd) (Bitva za Moszkvu / Битва за Москву); négyrészes tévéfilm; rendező, forgatókönyvíró
- 1990: Sztálingrád (Sztalingrad / Сталинград); rendező, forgatókönyvíró
- 1993: Angeli szmertyi (Ангелы смерти); rendező, forgatókönyvíró
- 1993-1994: Tragegyija veka (Трагедия века); tévésorozat; rendező, forgatókönyvíró
- 1995: Velikij polkovogyec Georgij Zsukov (Великий полководец Георгий Жуков), dokumentatív életrajzi játékfilm; rendező, forgatókönyvíró